# Голенєв Степан Трохимович
Степан Трохимович Го́ленєв (16 березня 1917 року, хутір Долгогусєвський, Майкопський відділ, Кубанська область — 27 березня 1944 року, Миколаїв) — Герой Радянського Союзу, автоматник роти автоматників 384-го окремого батальйону морської піхоти Одеської військово-морської бази Чорноморського флоту, матрос.

## Біографія
Степан Трохимович народився в 1917 році в хуторі Долгогусєвський Майкопського відділу Кубанської області (нині — Бєлорєченський район Краснодарського краю) у родині російського робітника. До початку служби в армії працював у Сочі їздовим.
У 1940 році був призваний до лав Червоної Армії, службу проходив у Військово-морському флоті. У Німецько-радянській війні брав участь із початку бойових дій у складі морської піхоти Чорноморського флоту.
Улітку і восени 1942 року матрос Голенєв брав участь у захисті Новоросійська та Туапсе. В одному з боїв він зазнав важкого поранення, проходив лікування в госпіталі.
У квітні 1943 року був направлений у 384-й окремий батальйон морської піхоти Чорноморського флоту, і восени того ж року брав участь у десантних операціях зі звільнення Таганрога, Маріуполя та Осипенко, за відзнаку в яких був нагороджений орденом Слави 3-го ступеня.
Брав участь також у боях на Кінбурнській косі, звільнення селищ Херсонської області Олександрівка, Богоявленське (нині Жовтневий) і Широка Балка.
У другій половині березня 1944 року увійшов до складу десантної групи під командуванням старшого лейтенанта Костянтина Федоровича Ольшанського. Завданням десанту було полегшення фронтального удару радянських військ під час визволення міста Миколаєва, що був частиною Одеської операції. Після висадки в морському порту Миколаєва загін протягом двох діб відбив 18 атак противника, знищивши близько 700 гітлерівців. У цих боях героїчно загинули майже всі десантники, в тому числі і матрос С. Т. Голенєв.
Указом Президії Верховної Ради СРСР від 20 квітня 1945 року за зразкове виконання бойових завдань командування на фронті боротьби з німецькими загарбниками і виявлені при цьому відвагу і геройство матросу Голенєву Степану Трохимовичу було присвоєно звання Героя Радянського Союзу (посмертно).

## Нагороди
- Золота Зірка Героя Радянського Союзу (посмертно);
- орден Леніна;
- орден Слави 3-го ступеня.

## Пам'ять
- Похований у братській могилі в місті Миколаєві (Україна) у сквері 68-ми десантників.
- Там же на честь Героїв відкрито Народний музей бойової слави моряків-десантників, споруджений пам'ятник.
- Ім'ям Героя названа вулиця в Сочі[2] та Ставрополі[3].
- 9 травня 2015 року в Долгогусєвському було відкрито погруддя Голенєва.